# Zagajów (powiat pińczowski)
Zagajów – wieś w Polsce położona w województwie świętokrzyskim, w powiecie pińczowskim, w gminie Michałów.
| SIMC    | Nazwa   | Rodzaj    |
| ------- | ------- | --------- |
| 0250961 | Folwark | część wsi |
| 0250978 | Piaski  | część wsi |
| 1018924 | W Lesie | część wsi |

W latach 1975–1998 miejscowość należała administracyjnie do województwa kieleckiego.
We wsi urodził się Krzysztof Pośpiech, dyrygent, chórmistrz, pedagog, wielki animator życia kulturalnego ziemi częstochowskiej.